# Wallhausen, Baden-Württemberg
Wallhausen är en kommun och ort i Landkreis Schwäbisch Hall i regionen Heilbronn-Franken i Regierungsbezirk Stuttgart i förbundslandet Baden-Württemberg i Tyskland. De tidigare kommunerna Hengstfeld och Michelbach an der Lücke uppgick i Wallhausen 1 juli 1974.
Kommunen ingår i kommunalförbundet Brettach-Jagstl tillsammans med staden Kirchberg an der Jagst och kommunen Rot am See.